# Лампа чёрного света

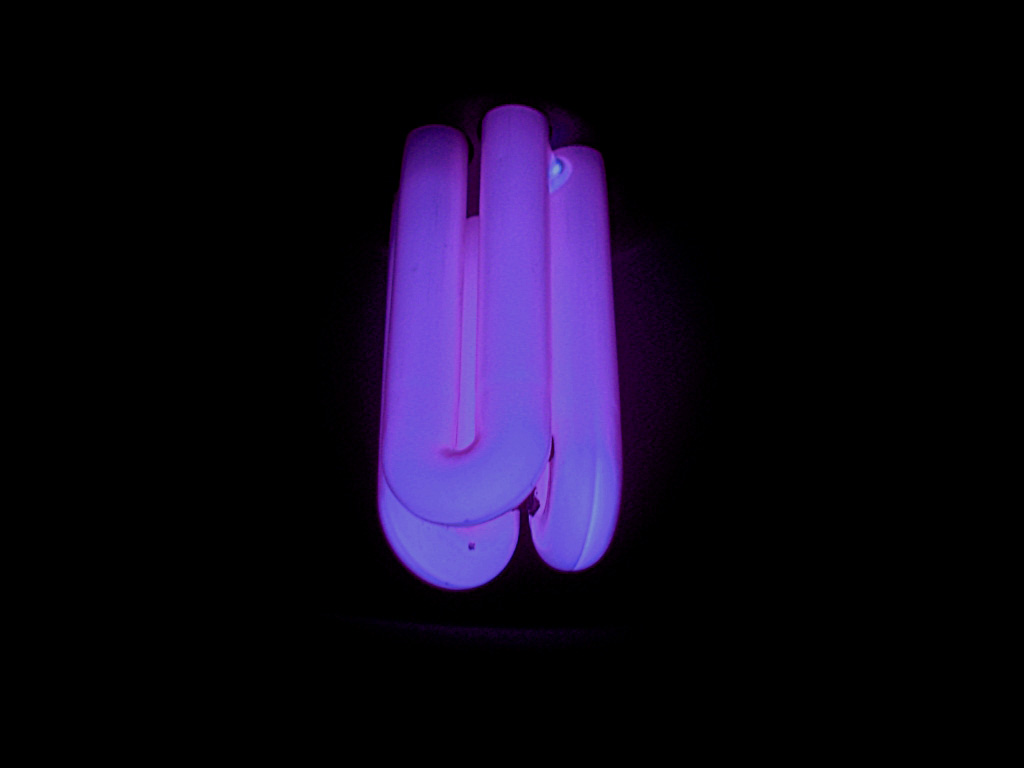
Включённая лампа «чёрного света» типа КЛЛ, видимое слабое фиолетовое свечение от проникающего частично через слой люминофора спектра свечения паров ртути в диапазоне 404 нм, свечение самого люминофора в диапазоне 350-370 нм невидимое для человеческого глаза, хотя это излучение является видимым, например, для насекомых.

Ла́мпа «чёрного све́та», или лампа Ву́да (англ. Black light, Wood's light), лампа ультрафиоле́тового света — люминесцентная, дуговая или светодиодная лампа, излучающая длинноволновый (наиболее «мягкий», ближайший к видимому свету) ультрафиолет (UVA) с немного различным в зависимости от конкретной модели и применяемого типа излучателя диапазоном и, в отличие от кварцевой лампы, имеет сравнительно слабое (вплоть до его отсутствия) видимое свечение и не испускает более агрессивные диапазоны ультрафиолета с меньшей длиной волны: UVB (ответственный, например, за загар и ожоги кожи от солнечного излучения) и UVC (ответственный за быстрое губительное влияние излучения кварцевых ламп на микроорганизмы, и на глаза и кожу человека; солнечный UVC не достигает поверхности земли, но излучается электрической дугой в воздухе и других газах (пары ртути, ксенон, и так далее) и кварцевыми лампами)
.
Хотя многие другие типы ламп излучают ультрафиолет одновременно с видимым светом, лампа черного света необходима, когда требуется УФ-свет без видимого света, особенно при наблюдении флуоресценции, свойственной многим веществам при воздействии ультрафиолетового излучения. Лампа «черного света» используется для декоративных и художественных световых эффектов, диагностических и терапевтических применений в медицине, обнаружения веществ, специально помеченных флуоресцентными красителями (например в составе банкнот), охоты на минералы в любительской и профессиональной минералогии, обнаружения фальшивых денег, отверждения пластмассовых смол, привлечения насекомых и обнаружения утечек хладагентов.

## Принцип действия

Спектр лампы «чёрного света». 1 — линия европия в тетраборате стронция, ~370 нм; 2 — линия ртути 404,656 нм

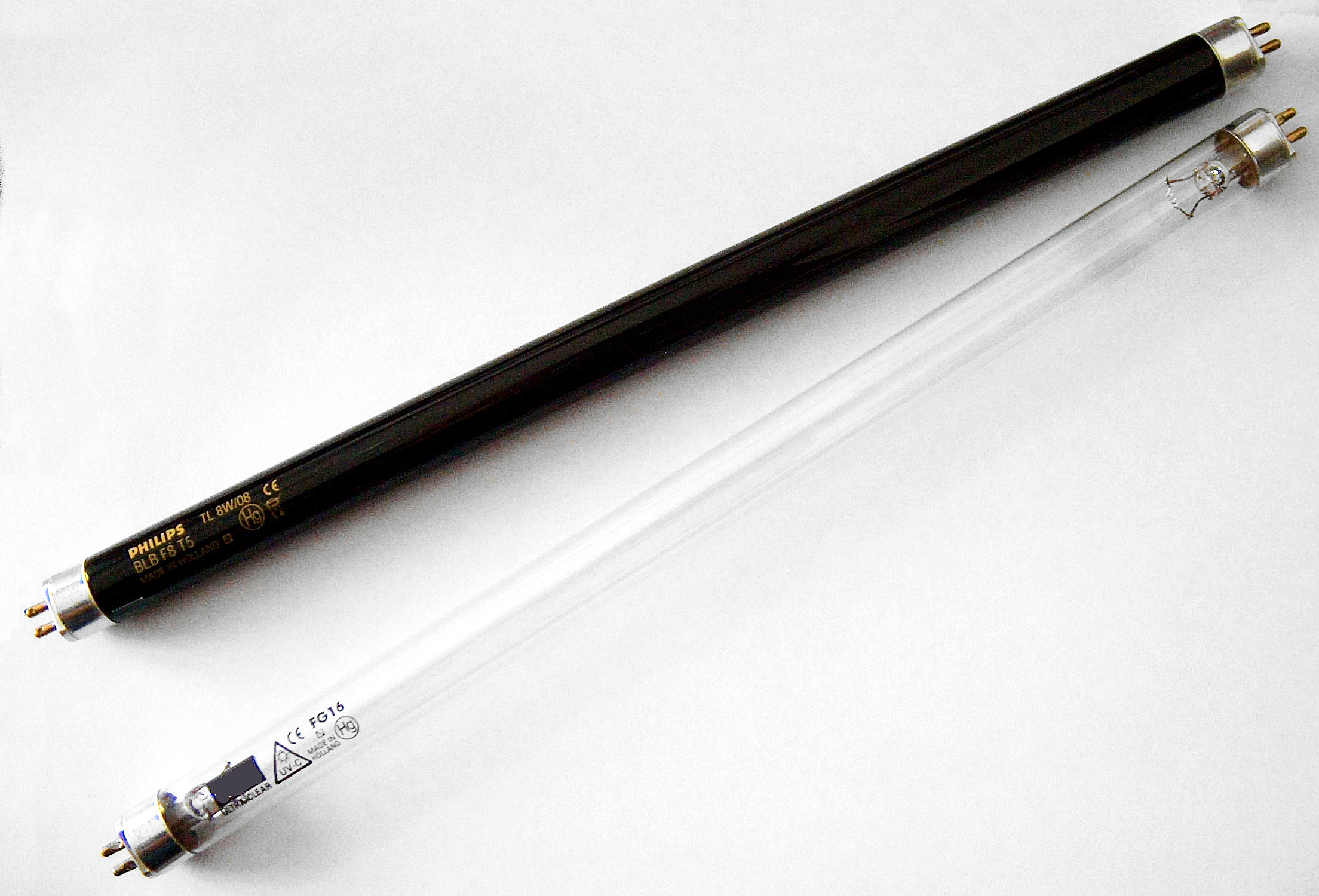
Варианты трубчатых ртутных газоразрядных ламп Т5 (16 мм): «чёрного света» 350-370 нм и кварцевая 253 нм со штырьковыми цоколями G5

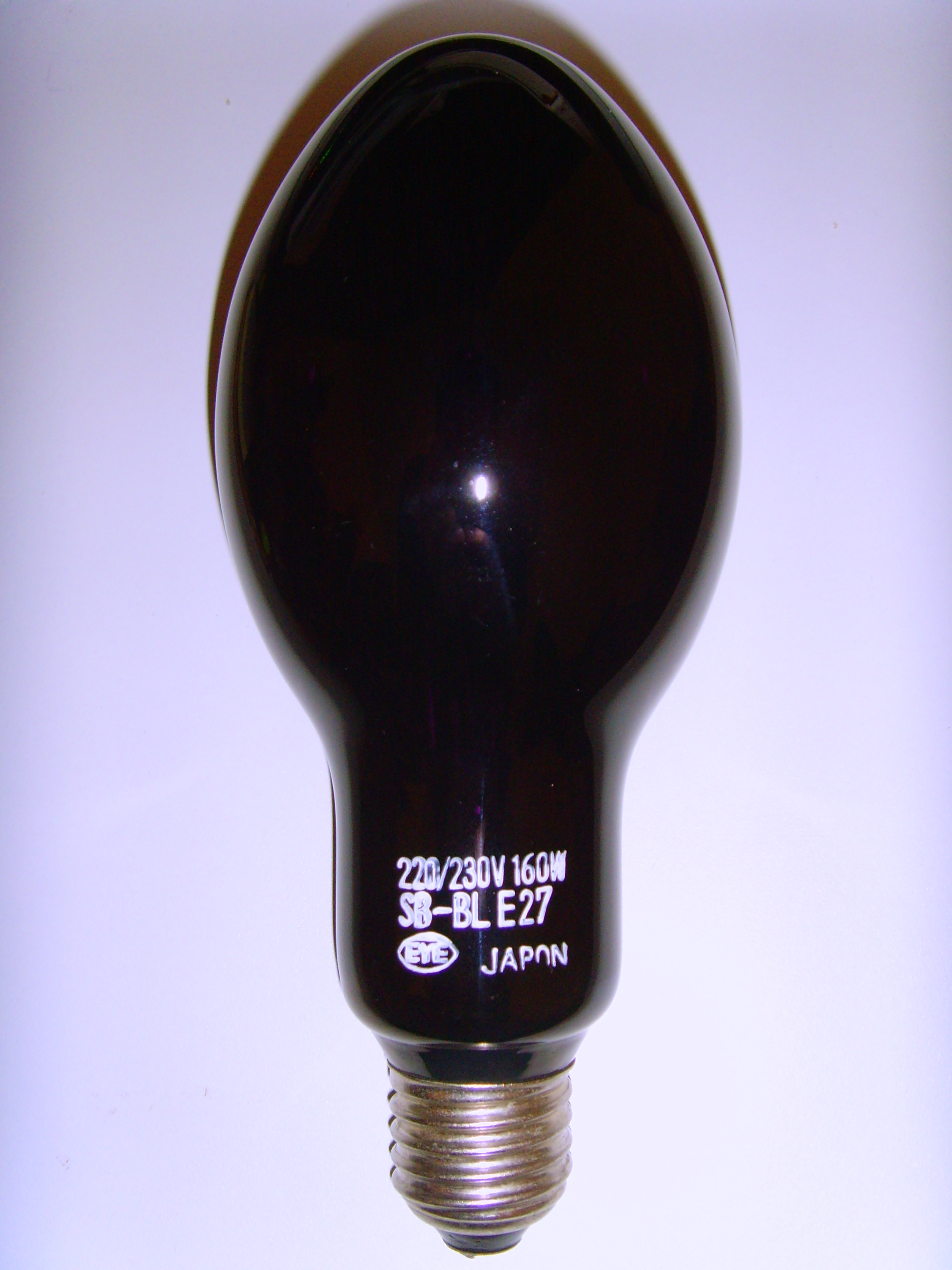
Газоразрядная ртутная лампа «чёрного света» с цоколем E27

Изготавливаются такие лампы по тем же принципам, что и обычные люминесцентные, с тем лишь отличием, что в производстве ламп чёрного света используется особый люминофор и (или) вместо прозрачной стеклянной колбы используется колба из очень тёмного, почти чёрного, сине-фиолетового увиолевого стекла с добавками оксида кобальта или никеля. Такое стекло называется стеклом Вуда (англ. Wood's glass).
Оно практически не пропускает видимый свет с длиной волны больше 400 нм.
Для того чтобы получить пик излучения лампы в диапазоне 368—371 нм, в качестве люминофора используются активированный европием борат стронция (SrB4O7:Eu2+), в то время как для получения излучения в диапазоне 350—353 нм используется активированный свинцом силикат бария (BaSi2O5:Pb2+).
Лампа чёрного света может быть изготовлена и без применения специальных люминофоров. В этом случае колба является светофильтром или в ней установлен светофильтр, который пропускает только (преимущественно) ультрафиолетовое излучение. Для светофильтра обычно используется стекло Вуда.
Через такой светофильтр также проходит излучение, генерируемое разрядом в парах ртути, с длинами волн 365,0153 нм, 398,3931 нм, 404,6563 нм и 407,783 нм. Именно такую конструкцию имели самые первые лампы чёрного света.
Выпускаются и светодиоды ультрафиолетового спектра свечения и светильники на их основе.

## Применение
Применяется:

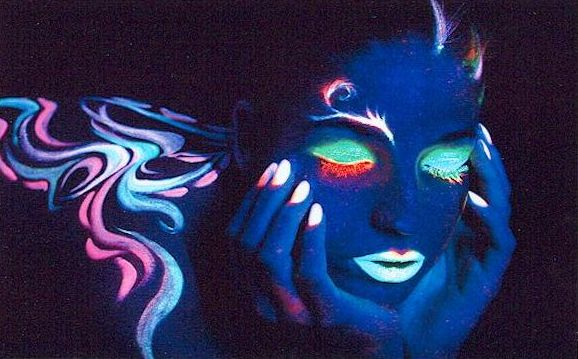
Модель с флюоресцирующим макияжем

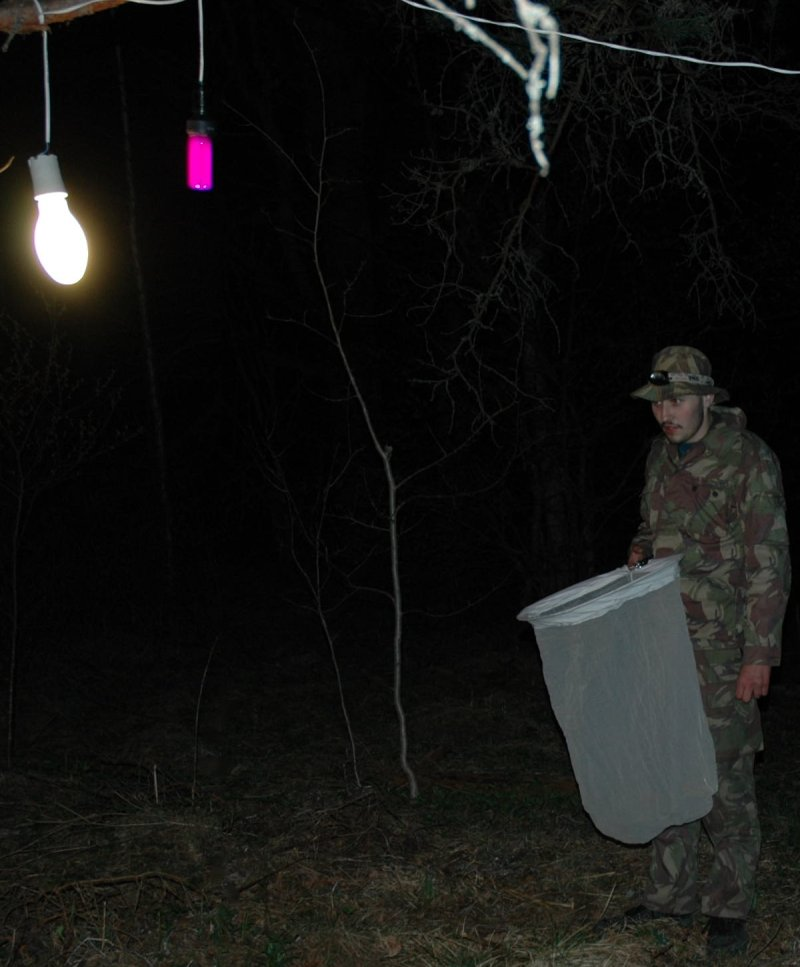
Ловля насекомых на свет. Лампа ДРЛ (слева) и лампа чёрного света (справа)

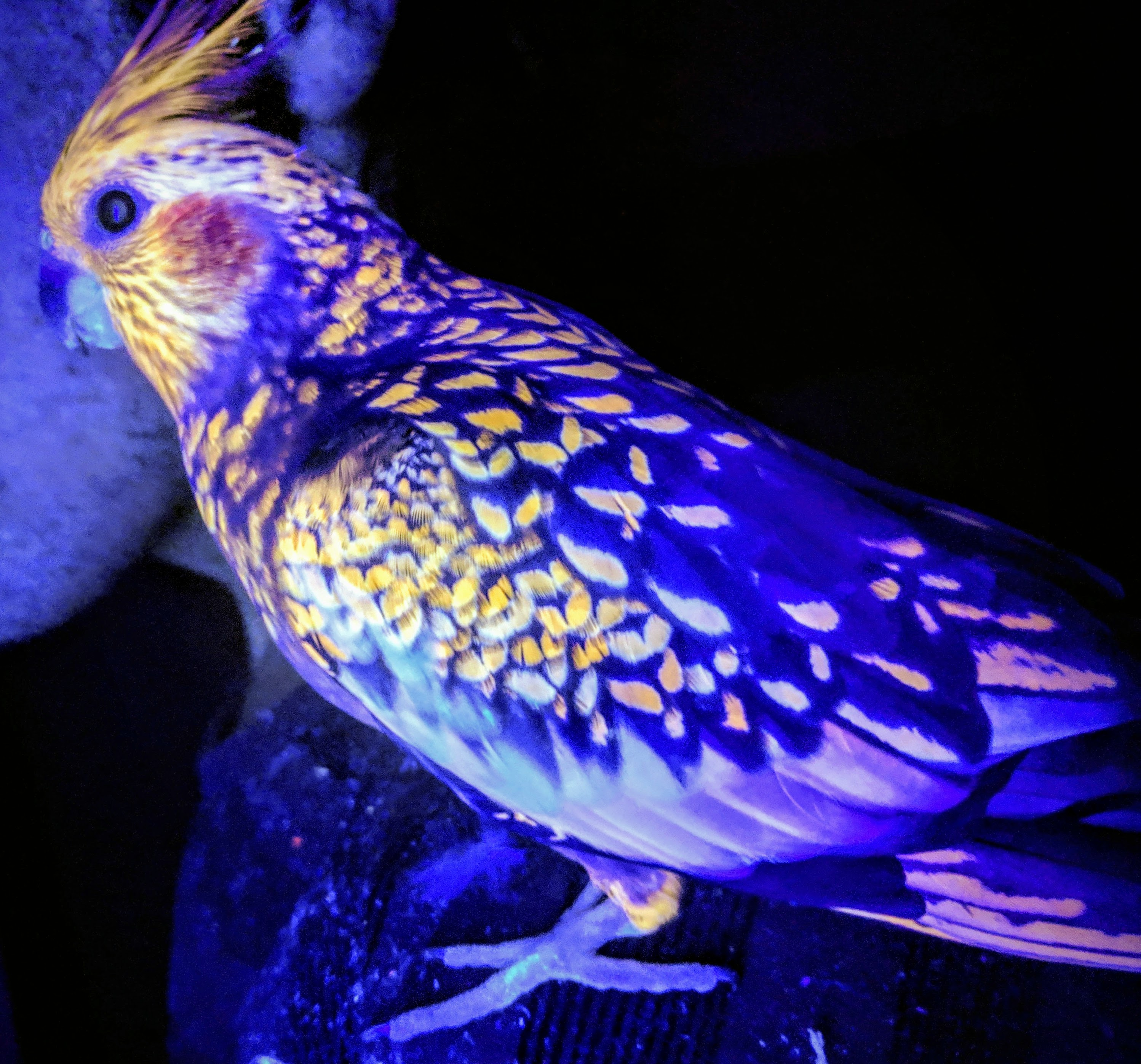
Флюоресценция кореллы в УФ-свете

- в криминалистике для обнаружения следов крови, мочи, спермы или слюны, которые флуоресцируют в свете лампы;
- при установлении подлинности банкнот (многие современные банкноты имеют флуоресцирующие метки);
- в медицине при определении дерматологических поражений, в частности, при выявлении грибковых поражений и стригущего лишая (трихофития). Специальная лупа с ультрафиолетовой подсветкой в сочетании с таблицей позволяет определить данные о состоянии кожи по её свечению.
- в индустрии развлечений (красители, флуоресцирующие в свете лампы, нередко используются при изготовлении клубных украшений или детских игрушек).
- для отверждения полимеров. Несмотря на то, что для этих целей для максимального эффекта правильней использовать УФ-лампы  с диапазоном длин волн 350...400 нм, многие производители применяют лампы с чёрным стеклом. Расширенный диапазон длин волн 315...400 нм у таких источников УФ-излучения также подходит для полимеризации с несколько увеличенным временем экспозиции.

Помимо этого, лампы с такими характеристиками нередко применяются при ловле насекомых на свет, нередко в сочетании с лампами, излучающими в видимой части спектра. Это связано с тем, что у большинства насекомых видимый спектральный диапазон смещён по сравнению с человеческим в коротковолновую часть спектра: насекомые не видят красную часть спектра, но видят мягкий ультрафиолетовый свет.
Ультрафиолетовые лампы используются в радиолюбительской технологии для засвечивания светочувствительных фоторезистов и стирания данных с микросхем некоторых ПЗУ.
Также лампы Вуда используются для организации ночных экспозиций зоопарков, которые позволяют увидеть жизнь ночных животных (они, как правило, не видят в ультрафиолетовом диапазоне). Человеческий глаз (после нескольких минут адаптации) позволяет видеть слабый свет и незначительную флуоресценцию окружающих предметов, что позволяет наблюдать за животными, которых люди обычно никогда не видят.